# Ido Ostrowsky
Ido Ostrowsky (* 1979 in Israel) ist ein US-amerikanischer Filmproduzent. 2015 war er für den Oscar in der Kategorie Oscar/Bester Film für den Film The Imitation Game – Ein streng geheimes Leben nominiert. Dies war bislang seine einzige Produktion, an der er beteiligt war.